# 北橋修二

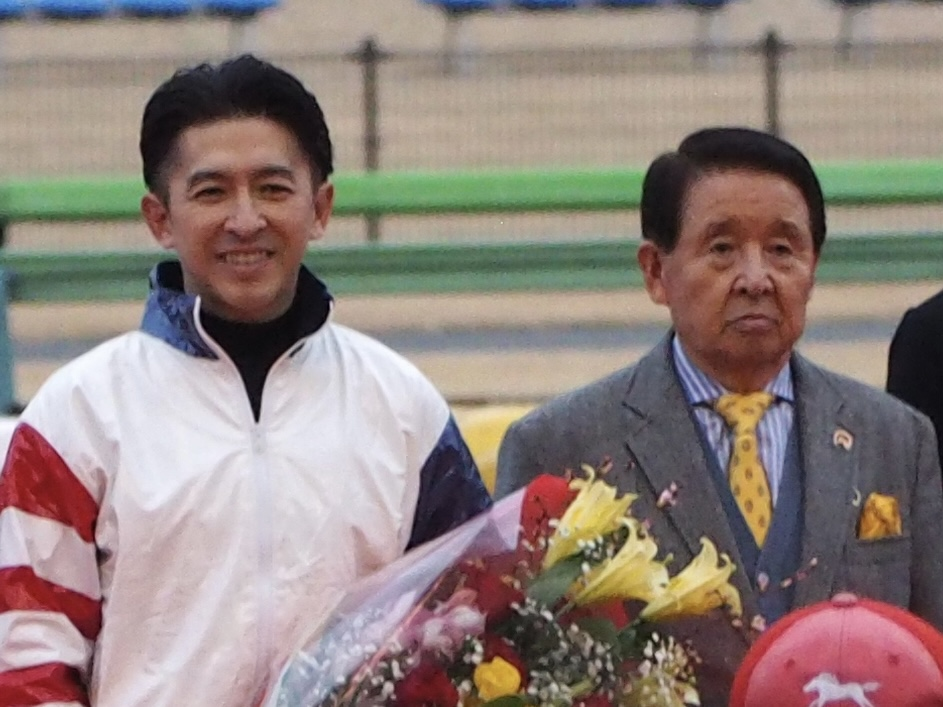
弟子の福永祐一（左）と北橋（右）
（2023年2月19日）

北橋 修二（きたはし しゅうじ、1935年9月10日 - ）は、JRA・栗東トレーニングセンターに所属していた元騎手で元調教師。鹿児島県出身。

## 来歴
- 1953年、京都・松元正雄厩舎で騎手見習いとなる。
- 1955年、同厩舎より騎手デビュー。
- 1957年、9月29日、ブゼンリユウで京都大障害（秋）を制し重賞初勝利を挙げる。京都大障害は3勝している。
- 1969年、栗東トレーニングセンター開設にともない栗東所属となる。
- 1977年、調教師免許を取得し騎手を引退する。騎手通算4616戦587勝。
- 1978年、厩舎を開業する。7月8日、初出走となったグリーンシャトー（タマモクロス・ミヤマポピーの母）が勝利し初出走で初勝利を挙げる。
- 1980年、第14回シンザン記念をノトダイバーが制しJRA重賞初勝利を挙げる。
- 1999年、第51回朝日杯3歳ステークスをエイシンプレストンが制しJRAGI初勝利を挙げる。
- 2001年、第11回香港マイルをエイシンプレストンが制し、日本国外GI初勝利を挙げる。
- 2006年2月28日付けで定年により調教師を引退する。通算5563戦512勝、JRA重賞26勝。

## 主な騎乗馬
- ブゼンリユウ（1957年京都大障害(秋)）
- イチイチ（1959年京都大障害(春)）
- ワカノキング（1959年京都特別）
- カムイダケ（1960年京都大障害(春)）
- ホマレタイコウ（1962年日本経済新春杯）
- コールクイン（1963年アラブ大障害(秋)）
- アストウエー（1965年京都4歳特別）
- タイバブー（1972年北九州記念）
- イーストリバー（1974年京阪杯、1975年日本経済新春杯）

## 主な管理馬
太字はGI級競走
- ノトダイバー（1980年シンザン記念、きさらぎ賞、1981年 - 1982年京阪杯）
- ウエスタンジョージ（1980年愛知杯、1981年スポニチ賞金杯、中日新聞杯）
- ダイゴアルファ（1987年毎日杯）
- ゴールデンジャック（1994年報知杯4歳牝馬特別、サンケイスポーツ賞4歳牝馬特別）
- マルカコマチ（1999年京都牝馬特別）
- エイシンプレストン（1999年朝日杯3歳ステークス、2000年アーリントンカップ、ニュージーランドトロフィー4歳ステークス、 2001年北九州記念、毎日王冠、香港マイル、2002年・2003年クイーンエリザベス2世カップ）
- ビハインドザマスク（2000年セントウルステークス、2001年スワンステークス、2002年京都牝馬ステークス）
- マルカキャンディ（2001年府中牝馬ステークス）
- スターリングローズ（2002年プロキオンステークス、シリウスステークス、JBCスプリント、2003年かしわ記念、プロキオンステークス、兵庫ゴールドトロフィー。ゴールデンジャックの全弟）
- サイドワインダー（2002年京阪杯、2003年京都金杯、2005年関屋記念。ゴールデンジャックの仔）

## 主な厩舎所属者
※太字は門下生。括弧内は厩舎所属期間と所属中の職分。
- 福永祐一（1996年-2006年 騎手）

## エピソード
- 瀬戸口勉元調教師とは、同じく鹿児島県出身で年も1歳違いのことからプライベートでも非常に仲が良い。
- 2006年2月26日、阪神競馬場で引退式に参加した。最後のレースとなった御堂筋ステークスは、ストラタジェムが2着となった。
- 福永祐一騎手の引退セレモニーでは、小倉・東京・阪神の3場全てで参加した。